# Xã Franklin, Quận Marion, Indiana
Xã Franklin (tiếng Anh: Franklin Township) là một xã thuộc quận Marion, tiểu bang Indiana, Hoa Kỳ. Năm 2010, dân số của xã này là 54.594 người.